# Fulica gigantea
La folaga gigante (Fulica gigantea Eydoux e Souleyet, 1841) è un uccello acquatico della famiglia Rallidae.

## Distribuzione e habitat
Vive nei laghi d'acqua dolce di Argentina, Bolivia, Cile e Perù.